# Cantón Guayaquil
El cantón Guayaquil es una entidad territorial subnacional ecuatoriana, capital de la Provincia del Guayas, en la República del Ecuador. Su cabecera cantonal es la ciudad de Guayaquil, lugar donde se agrupa más del 95% de su población total. 
En el Cantón Guayaquil, habitan 2'982.756 personas, siendo el cantón más poblado del país. Su principal núcleo urbano se encuentra ubicado al oeste del río Guayas, y atravesado por una cadena montañosa de elevaciones menores que no superan los 400 metros y recorren la parte noroeste del cantón. Los límites del cantón lo separan al norte de los cantones Lomas de Sargentillo, Nobol, Daule, y Samborondon, mientras que al sur del Golfo de Guayaquil y de la provincia de El Oro y del Azuay; al oeste limita con la provincia de Santa Elena y el cantón Playas, y al este con los cantones Durán, Naranjal y Balao. Administrativamente, el cantón se encuentra dividido en 5 parroquias rurales: Juan Gómez Rendón, Posorja, El Morro, Tenguel y Puná. Además de estas, también se encuentran 16 parroquias urbanas que conforman la ciudad de Guayaquil. 
Desde la fundación definitiva de la ciudad en 1547 sirvió como astillero y puerto comercial al servicio de la Corona española, ha servido de punto principal en la política y economía de la nación. Ha sido sede de grandes revoluciones y levantamientos en el decurso de su historia, originándose el inicio de la independencia definitiva del actual Ecuador de España en 1820. Luego fue capital de la Provincia Libre de Guayaquil, aunque más tarde fue forzada a integrarse a la Gran Colombia. Desde 1830 forma parte de la República del Ecuador como importante eje político y económico. La revolución de marzo que expulsó al militarismo extranjero, la revolución liberal liderada por el general Eloy Alfaro, la revolución de mayo que cambió el gobierno y la Constitución de la época, y en tiempos más recientes el liderazgo en el proyecto autonomía regional son importantes puntos en la historia de la nación que se han desarrollado en la ciudad.

## Toponimia
El nombre del cantón y la ciudad de Guayaquil está sujeto a varias teorías de las cuales los historiadores concuerdan que se tiene un origen prehispánico. Desde que inició su proceso de fundación en 1534, está ligado al nombre de Santiago en memoria de su santo patrono, Santiago el Mayor, apóstol de Jesucristo, el cual es también el patrono de varias ciudades en Hispanoamérica fundadas en el período colonial, así como a su vez del Reino de España.
Una de las teorías, se basa en una leyenda romántica, transmitida oralmente de generación en generación, la cual atribuye el origen etimológico a la unión de los nombres de un cacique llamado Guayas y de su esposa Quil, símbolos de la resistencia autóctona que —de acuerdo a la tradición popular— escogieron luchar hasta morir (y en última instancia incendiar la aldea) antes que someterse al vasallaje impuesto por los conquistadores españoles.
La existencia de un poblado de nombre similar a Guayaquil situado en las cercanías a la ciudad de Durán (Autopista Durán-Boliche Km. 23), ha sido causa de investigaciones por parte de arqueólogos e historiadores, quienes han coincidido que el mismo, al momento de la conquista, estuvo gobernado por el cacique Guayaquile. De descubrirse el verdadero origen, la única duda que persistiría sería si fue dicho cacique quién dio el nombre al pueblo y al río o viceversa. Pero el investigador Ángel Véliz Mendoza en su libro sobre el cacique Guayaquile afirma que hay referencias al topónimo por lo menos siete veces en documentos anteriores a 1543. Se cree que el nombre Guayaquil se debe al último asentamiento de la población, en tierras del cacique Guayaquile. Esta zona estuvo ocupada por la nación chonos, grupo humano que desde el punto de vista arqueológico, se denomina como cultura Milagro-Quevedo.
Tras varios traslados e incendios, la ciudad fue fundada definitivamente en 1547 bajo el título de «Muy Noble y Muy Leal Ciudad de Santiago de Guayaquil». Después de la independencia de la ciudad en 1820, el término cayó en desuso debido a su separación del Imperio español. 

## Geografía

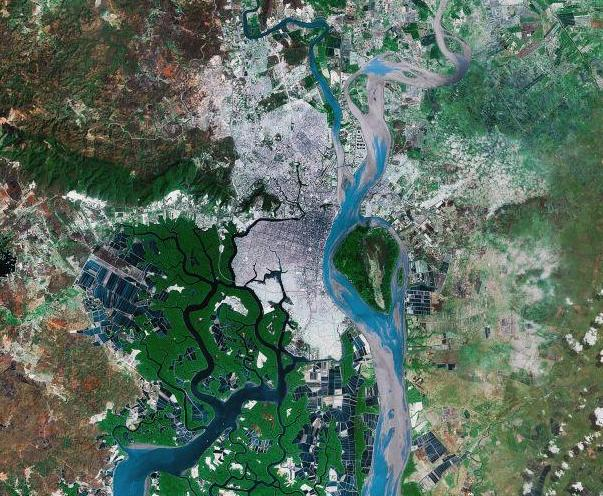
Imagen satelital de la ciudad de Guayaquil en el año 2000.

La geografía de Guayaquil está caracterizada por su posición costera en la parte noroccidental de América del Sur, en la región litoral de Ecuador y su ubicación entre el río Guayas y el estero Salado. La geografía de la ciudad, con su cercanía al océano y su condición de puerto, ha contribuido como un importante factor para hacer de Guayaquil la ciudad con mayor densidad poblacional de la República de Ecuador.
El cantón Guayaquil está ubicado en la parte noroeste de América del Sur, con pocos elevaciones y alejada de la Cordillera de los Andes. El poco relieve de la ciudad y del cantón está formado por cerros que atraviesan la ciudad y luego se unen a un sistema montañoso menor llamado "Chongón-Colonche" al oeste de la ciudad. La red fluvial del Guayas cerca a Guayaquil por el este, mientras que es atravesada y cercada al oeste por el Estero Salado. Tiene fácil acceso al océano Pacífico por medio del Golfo de Guayaquil. 
Límites del cantón Guayaquil
| Noroeste: Lomas de Sargentillo | Norte: Nobol, Daule     | Noreste: Samborondón  |
| Oeste: P. de Santa Elena       |                         | Este: Durán, Naranjal |
| Suroeste General Villamil      | Sur: Golfo de Guayaquil | Sureste: Balao        |

## Clima
La influencia de las corrientes marinas fría de Humboldt y cálida de El Niño producen que el clima del cantón Guayaquil sea del tipo tropical sabana y tropical monzón, con temperaturas elevadas durante la mayor parte del año. La temperatura promedio es de 25°C aproximadamente.
El cantón, al igual que todo el Ecuador, tiene dos estaciones: Invierno o época de lluvias , la cual comprende una temporada de enero a mayo aproximadamente; y la época de Verano o época seca que va desde junio hasta diciembre.
| Parámetros climáticos promedio del cantón y de la ciudad de Guayaquil | Parámetros climáticos promedio del cantón y de la ciudad de Guayaquil | Parámetros climáticos promedio del cantón y de la ciudad de Guayaquil | Parámetros climáticos promedio del cantón y de la ciudad de Guayaquil | Parámetros climáticos promedio del cantón y de la ciudad de Guayaquil | Parámetros climáticos promedio del cantón y de la ciudad de Guayaquil | Parámetros climáticos promedio del cantón y de la ciudad de Guayaquil | Parámetros climáticos promedio del cantón y de la ciudad de Guayaquil | Parámetros climáticos promedio del cantón y de la ciudad de Guayaquil | Parámetros climáticos promedio del cantón y de la ciudad de Guayaquil | Parámetros climáticos promedio del cantón y de la ciudad de Guayaquil | Parámetros climáticos promedio del cantón y de la ciudad de Guayaquil | Parámetros climáticos promedio del cantón y de la ciudad de Guayaquil | Parámetros climáticos promedio del cantón y de la ciudad de Guayaquil |
| Mes                                                                   | Ene                                                                   | Feb                                                                   | Mar                                                                   | Abr                                                                   | May                                                                   | Jun                                                                   | Jul                                                                   | Ago                                                                   | Sep                                                                   | Oct                                                                   | Nov                                                                   | Dic                                                                   | Año                                                                   |
| --------------------------------------------------------------------- | --------------------------------------------------------------------- | --------------------------------------------------------------------- | --------------------------------------------------------------------- | --------------------------------------------------------------------- | --------------------------------------------------------------------- | --------------------------------------------------------------------- | --------------------------------------------------------------------- | --------------------------------------------------------------------- | --------------------------------------------------------------------- | --------------------------------------------------------------------- | --------------------------------------------------------------------- | --------------------------------------------------------------------- | --------------------------------------------------------------------- |
| Temperatura máxima media (°C)                                         | 31                                                                    | 30                                                                    | 32                                                                    | 32                                                                    | 30                                                                    | 29                                                                    | 28                                                                    | 28                                                                    | 30                                                                    | 29                                                                    | 30                                                                    | 31                                                                    | 30                                                                    |
| Temperatura máxima media (°F)                                         | 88                                                                    | 87                                                                    | 89                                                                    | 89                                                                    | 87                                                                    | 85                                                                    | 84                                                                    | 84                                                                    | 86                                                                    | 85                                                                    | 86                                                                    | 88                                                                    | 86                                                                    |
| Temperatura mínima media (°C)                                         | 21                                                                    | 20                                                                    | 18                                                                    | 22                                                                    | 20                                                                    | 15                                                                    | 17                                                                    | 15                                                                    | 16                                                                    | 17                                                                    | 18                                                                    | 20                                                                    | 15                                                                    |
| Temperatura mínima media (°F)                                         | 74                                                                    | 75                                                                    | 76                                                                    | 75                                                                    | 74                                                                    | 72                                                                    | 70                                                                    | 69                                                                    | 70                                                                    | 71                                                                    | 72                                                                    | 73                                                                    | 72                                                                    |
| Precipitaciones (mm)                                                  | 22,35                                                                 | 27,94                                                                 | 28,70                                                                 | 18,03                                                                 | 5,33                                                                  | 1,77                                                                  | 0,25                                                                  | 0,00                                                                  | 0,25                                                                  | 0,25                                                                  | 0,25                                                                  | 3,00                                                                  | 108.45                                                                |
| Fuente: Weatherbase                                                   |                                                                       |                                                                       |                                                                       |                                                                       |                                                                       |                                                                       |                                                                       |                                                                       |                                                                       |                                                                       |                                                                       |                                                                       |                                                                       |

## Historia

### Etapa colonial
Desde la fundación de la ciudad de Guayaquil, los territorios que ha dominado el cabildo porteño han ido variando de nombres y de estatus. Desde 1547, después de su asentamiento definitivo, permaneció en funcionamiento el Corregimiento de Guayaquil hasta 1763, año en el cual se transforma en Gobierno de Guayaquil bajo administración española. El Gobierno continuó en existencia incluido en la Real Audiencia de Quito, la cual a su vez variaba de dependencia entre el Virreinato del Perú y el Virreinato de Nueva Granada. 

### Etapa independentista
En 1820 se dio la independencia de la ciudad y luego los territorios de la provincia de Guayaquil pasaron a conformar un nuevo estado independiente llamado Provincia Libre de Guayaquil.
Después de la Batalla de Pichincha, Quito y Cuenca tomaron la decisión de anexarse a la Gran Colombia. Sin embargo, Guayaquil aún no había decidido su futuro y, en la Entrevista de Guayaquil, Simón Bolívar y José de San Martín acordaron su anexión a la Gran Colombia en 31 de julio de 1822. La Provincia Libre de Guayaquil pasó a denominarse como Departamento de Guayaquil, del Distrito del Sur.
En 1824, por medio de la Ley de División Territorial de la República de Colombia, el Departamento se subdividía en las provincias de Guayaquil y Manabi. El Departamento del Guayaquil comprendía 2 provincias y 9 cantones, entre los cuales constó por primera vez delineado el cantón Guayaquil de la cual se desprendían los cantones de Daule, Babahoyo, Baba, Santa Elena y Machala; además de los demás cantones que conformaron a la provincia de Manabí.

## Demografía
| Evolución de la población del Cantón Guayaquil En relación con la Provincia del Guayas y la Ciudad Guayaquil |                      |                  |                     |
| Censos | Provincia del Guayas | Cantón Guayaquil | Ciudad de Guayaquil |
| 1950 | 582.144              | 331.942          | 258.966             |
| 1962 | 979.223              | 567.895          | 510.804             |
| 1974 | 1.512.333            | 907.013          | 823.219             |
| 1982 | 2.038.454            | 1.328.005        | 1.199.344           |
| 1990 | 2.515.146            | 1.570.396        | 1.508.444           |
| 2001 | 3.309.034            | 2.039.789        | 1.985.379           |
| 2010 | 3.645.483            | 2.350.915        | 2.291.158           |
| Fuente: Instituto Nacional de Estadísticas y Censos                                                          |                      |                  |                     |

## División política
El cantón Guayaquil, reconocido como tal en la Ley de División Política del 25 de junio de 1824, tiene 16 parroquias urbanas que forman su cabecera cantonal que es la ciudad de Guayaquil y 5 parroquias rurales.
| División Política del cantón Guayaquil |                    |                              |
| Parroquias Urbanas                     | Parroquias Urbanas | Parroquias Rurales           |
| Ayacucho                               | Roca               | Juan Gómez Rendón (Progreso) |
| Bolívar                                | Rocafuerte         | El Morro                     |
| Carbo                                  | Sucre              | Posorja                      |
| Febres-Cordero                         | Tarqui             | Puná                         |
| García Moreno                          | Urdaneta           | Tenguel                      |
| Letamendi                              | Chongón            |                              |
| Nueve de Octubre                       | Pascuales          |                              |
| Olmedo                                 | Ximena             |                              |